# Tatler (journal)
Ne doit pas être confondu avec Tatler (magazine).
Pour les articles homonymes, voir Tatler.

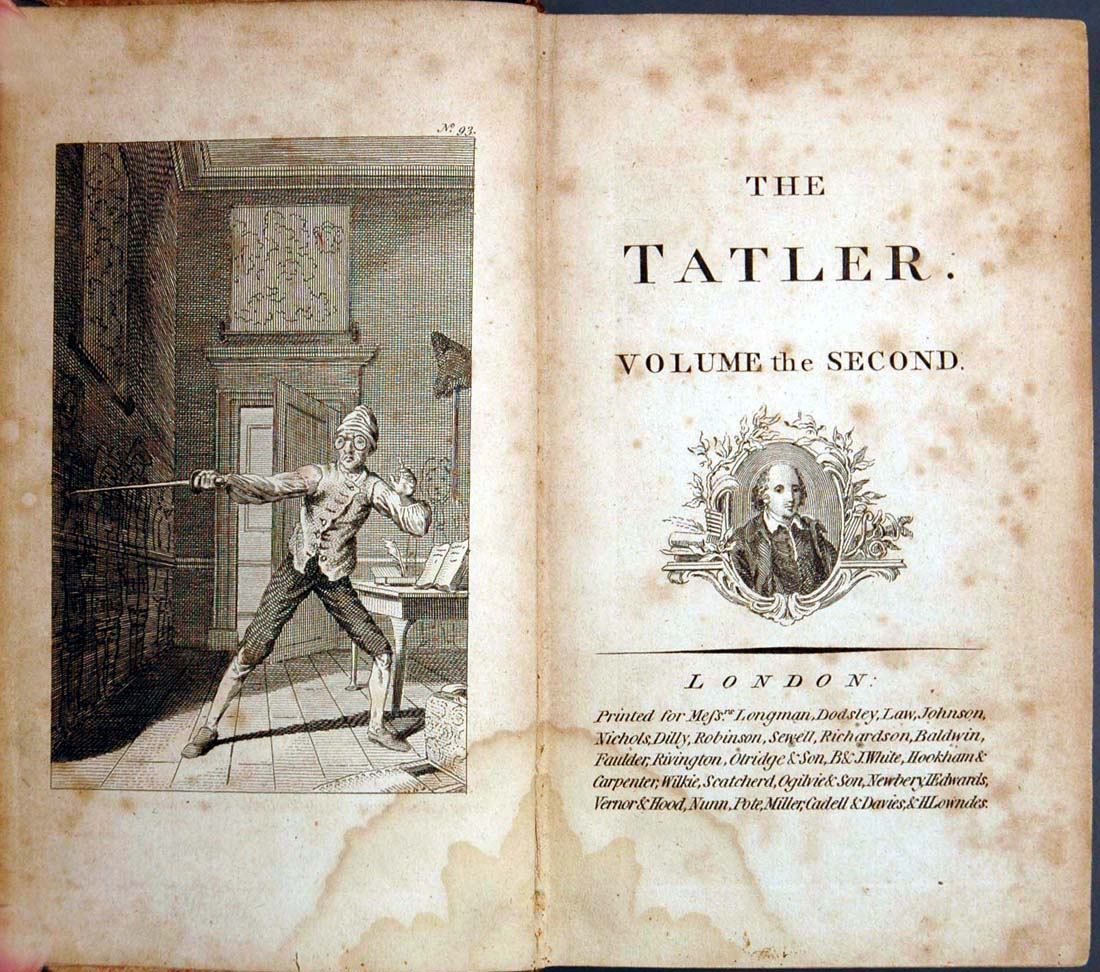

Tatler (en français : « le babillard ») est un journal satirique anglais fondé en 1709 et disparu en 1711. Lancé par Richard Steele pour faire écho aux discussions politiques et littéraires tenues dans les cafés londoniens, il compte 271 numéros, et eut comme contributeurs le dramaturge Joseph Addison et l'écrivain Jonathan Swift. 

## Histoire
Dès 1707, Richard Steele (1672-1729) était rédacteur en chef de la London Gazette, journal officiel du parti Whig, premier d'une série de journaux auxquelles il fut amené à collaborer, avant de créer deux ans après sa propre publication. Publié trois fois par semaine, le journal Tatler sort sous première version du 12 avril 1709 au 2 janvier 1711. Richard Steele sous le nom de plume d’« Isaac Bickerstaff », personnage fictif créé un an plus tôt par l'écrivain Jonathan Swift, autre collaborateur du journal.
Soucieux d'être à l'écoute de toutes les petites nouvelles et rumeurs, il poste un journaliste dans chacun des cafés londoniens, parmi lesquels le White's, le Will's, le Grecian Coffee House et le Saint-James’s Coffee House. Addison et Steele ont instauré au sein du journal un nouveau style d'écriture appelé equitone, consistant à respecter une même perspective et un même ton tout au long du journal, en tendant à un effort d'objectivité.
En mars 1711, Richard Steele et Joseph Addison, liquident le Tatler puis fondent un nouveau journal, The Spectator mais adopte un format magazine. Il totalise 555 numéros.
La notoriété de Joseph Addison atteignit son apogée quatre ans après la création du Tatler, en 1713, lors de la représentation à Londres de sa tragédie Caton, traduite en plusieurs langues. La pièce se vit décerner par des critiques aussi éminents que Voltaire, le titre de meilleure tragédie de langue anglaise.

## Postérité du titre
La création de ce journal engendra de nombreux imitateurs, rivaux ou continuateurs.
Dès juillet 1709, paraît le Female Tatler, rédigé sous pseudonymes, et qui disparaît en mars 1710.
Après la liquidation du premier titre, le Tatler continua de paraître mais sous la seule direction de l'imprimeur originel, John Morphew (en), et sous le nom d'Isaac Bickerstaffe, du 4 janvier au 17 mai 1711.
À Édimbourg, James Watson, distributeur écossais du titre londonien, décide de continuer la publication, en créant le personnage de « Donald Macstaff of the North », à la place d'Isaac Bickerstaffe.
Le Tatler Reviv'd compta lui 17 numéros entre octobre 1727 et janvier 1728. Dans les années 1753–1754, plusieurs éditions parurent sous le nom de plume de l'éditorialiste « William Bickerstaffe, neveu d'Isaac Bickerstaffe ».
Le 4 septembre 1830, Leigh Hunt lance The Tatler: A Daily Journal of Literature and the Stage ; le titre disparaît le 20 octobre 1832.
En juillet 1901, Clement Shorter, éditeur de The Sphere. An Illustrated Newspaper for the Home, lance un nouveau magazine appelé Tatler, en référence au journal de Richard Steele. Le titre existe toujours, désormais propriété de Condé Nast Publications. 